# ثري جي بي
3GP هو تنسيق ملف تعدد الوسائط المستخدمة في الهواتف النقالة من الجيل الثالث

## التفاصيل الفنية
3GP مصمم لاستيعاب متطلبات عرض النطاق الترددي والقدرة التخزينية للهواتف النقالة هو نسخة مبسطة من MPEG
هناك معيارين مختلفين لهذا الشكل :
- 3GPP (للهواتف النقالة على أساس GSM وعادة ما تستخدم لتمديد 0.3 GP )
- 3GPP2 (استنادا للهواتف CDMA وعادة ما تستخدم في تمديد 0.3 G2 )

وتستند على كل من MPEG - 4 أو H.263 فيديو و AAC AMR أو الصوت.